# ترجمة القرآن بالإيطالية
تعود ترجمة القرآن بالإيطالية إلى القرن 16.

## تاريخ
في العام 1547 ترجم أندريا أريفابيني القرآن بالإيطالية في البندقية وسماه «قرآن محمد».